# Артёма (Станично-Луганский район)
Артёма (укр. Артема) — село, относится к Станично-Луганскому району Луганской области Украины. 28 февраля 2022 года было занято ВС РФ и НМ ЛНР.
Население по переписи 2001 года составляло 734 человека. Почтовый индекс — 93632. Телефонный код — 6472. Занимает площадь 1,75 км².

## Местный совет
93632, Луганская обл., Станично-Луганский р-н, с. Нижнетёплое, ул. Ленина, 1  (укр.)